# Le Schtroumpf et son dragon
 (signalé en mai 2025).
Si vous disposez d'ouvrages ou d'articles de référence ou si vous connaissez des sites web de qualité traitant du thème abordé ici, merci de compléter l'article en donnant les références utiles à sa vérifiabilité et en les liant à la section « Notes et références ».
- Archive Wikiwix
- Bing
- Cairn
- DuckDuckGo
- E. Universalis
- Gallica
- Google
- G. Books
- G. News
- G. Scholar
- Persée
- Qwant
- (zh) Baidu
- (ru) Yandex
- (wd) trouver des œuvres sur Wikidata

Le Schtroumpf et son dragon est la trente-huitième histoire de la série Les Schtroumpfs de Peyo. Elle est publiée pour la première fois dans le journal Schtroumpf !, puis dans l'album L'Étrange Réveil du Schtroumpf paresseux en 1991.

## Résumé
Le Schtroumpf timide est triste, car il ne connait aucun animal familier contrairement à la plupart des frères. Un jour il rencontre un dragon triste d'être abandonné. Le Schtroumpf le ramène dans le village. Mais le dragon provoque quelques dégâts et le Schtroumpf timide est obligé de le ramener dans la forêt. Mais le dragon retrouve ses parents qui l'avait perdu. Le Schtroumpf timide rentre seul au village sous la pluie. Mais le village est en alerte car le barrage menace de céder sous la pluie, et les Schtroumpfs doivent leur salut grâce à la famille dragon qui bouche la brèche à coup de pierres et de feu. Les Schtroumpfs les remercient et se séparent. Par la suite, le Schtroumpf timide trouvera un nouvel animal familier...